# 아푸 제3부
《아푸 제3부》(Apur Sansar, The World Of Apu)는 인도에서 제작된 사티야지트 레이 감독의 1959년 드라마 영화이다. 수미트라 샤터지 등이 주연으로 출연하였고 사티야지트 레이 등이 제작에 참여하였다. 아푸 3부작 중 마지막에 해당하는 작품이다.

## 출연

### 주연
- 수미트라 샤터지
- 샤밀라 타고어

## 같이 보기
- 제32회 아카데미상 외국어영화상 출품작 목록